# Aphis neilliae
Aphis neilliae är en insektsart som beskrevs av Oestlund 1887. Aphis neilliae ingår i släktet Aphis och familjen långrörsbladlöss. Inga underarter finns listade i Catalogue of Life.